# 이리동산초등학교
이리동산초등학교는 대한민국 전북특별자치도 익산시 동산동에 있는 공립 초등학교이다.

## 학교 연혁
- 1941.04.10 이리대화공립국민학교 개교(2학급 80명)
- 1945.09.24 이리동산공립국민학교로 개칭
- 1992.09.01 동남국민학교 개교에 따른 분리(674명)
- 1994.10.04 소강당 및 15개교실 증·개축
- 1994.10.05 이리동산초등학교로 개칭
- 2005.03.01 옥야초등학교 개교에 따른 분리(13학급)
- 2010.06.11 체육관(꿈키움터) 및 급식실 준공식
- 2024.01.18 제78회 졸업식(125명 졸업, 총 22,788명 배출)
- 2024.03.01 제31대 이규안 교장 부임
- 2024.03.01 25학급 편성(초24, 특수1)

## 참고 문헌
- 이리동산초등학교 - 한국교육학술정보원 학교알리미

## 같이 보기
- 이리동산초등학교 축구단